# Sportvg Feuerbach
Die Sportvereinigung Feuerbach ist ein Sportverein aus dem Stuttgarter Stadtbezirk Feuerbach. Mit derzeit rund 6600 Mitgliedern in 20 Abteilungen (Stand: Januar 2016) ist sie nach dem VfB Stuttgart, den Sektionen Schwaben und Stuttgart und dem MTV Stuttgart der fünftgrößte Sportverein der Stadt.

## Geschichte

### SV 1898 Feuerbach
Am 8. November 1898 wurde der FC Viktoria Feuerbach gegründet. Dieser fusioniert am 1. Oktober 1919 mit der FVgg Stern-Germania Feuerbach zum Sportverein 1898 Feuerbach, kurz SV 1898 Feuerbach.
Der SV 1898 Feuerbach gehörte 1933 zu den zehn Gründungsmitgliedern der Gauliga Württemberg. Gemeinsam mit den Stuttgarter Kickers und dem VfB Stuttgart durften sich die Feuerbacher mit der württembergischen Fußballelite messen. Mit einem ausgeglichenen Punktekonto schlossen die Feuerbacher die erste Saison auf dem fünften Platz ab. Zu den Höhepunkten der ersten Gauligasaison gehörten sicherlich das 3:1 gegen den späteren Meister Union Böckingen und die beiden 2:1-Siege daheim wie auswärts gegen den VfB Stuttgart. Während die Böckinger in der folgenden Spielzeit absteigen mussten, verbesserten sich der SV 1934/35 auf den vierten Tabellenplatz. Allerdings war auch dieses Mal der Punktestand am Ende der Runde ausgeglichen. Beim VfB gab es dieses Mal eine deutliche 1:7-Niederlage, dafür gelang zu Hause ein 5:2 über die Stuttgarter Kickers. Im Tschammerpokal 1935 setzten sich die Feuerbacher in der 1. Runde beim Altmeister Karlsruher FV mit 1:0 durch, schieden dann jedoch mit einer 0:3-Niederlage beim Freiburger FC aus. Die Saison 1935/36 geriet für die Feuerbacher zu einem Desaster. Ohne Sieg, aber 15 Niederlagen stiegen der SV als abgeschlagener Tabellenletzter ab. Das 2:2 zu Hause gegen Vizemeister Sportfreunde Stuttgart war nicht mehr als ein kleiner Achtungserfolg. Mit dem 0:6 beim Stuttgarter SC gab es dagegen wie in der Vorsaison eine Niederlage mit sechs Toren Differenz. Der einzige bedeutende Sieg gelang im Tschammerpokal 1936 in der ersten Hauptrunde, als der SV beim 5:2 über Phönix Karlsruhe erneut einen ehemaligen deutschen Meister bezwang. In der zweiten Runde schieden die Feuerbacher mit dem gleichen Ergebnis beim 1. FC Schweinfurt 05 aus.
Die Zweitklassigkeit dauerte jedoch nur zwei Jahre an. 1938 setzte sich der SV 1898 Feuerbach in der Aufstiegsrunde zur Gauliga gegen Kickers Vöhringen und den Göppinger SV 1895 durch. Dem Wiederaufstieg folgte jedoch eine erneut chancenlose Spielzeit für die Feuerbacher. Dieses Mal gab es bei 13 Niederlagen 2 Siege (beide gegen den Stuttgarter SC). Ein 2:9 beim 1. SSV Ulm bedeutet die bis dahin höchste Niederlage in der Gauliga für den SV 1898. Wegen des Beginns des Zweiten Weltkriegs wurde die Gauligaspielzeit 1939/40 jedoch in Württemberg in einer Übergangsrunde zu zwei Staffeln mit insgesamt zwölf Mannschaften ausgespielt. Die eigentlich abgestiegenen Feuerbacher durften in der Staffel 1 mitwirken und beendeten diese hinter dem VfB und dem SC aus Stuttgart auf dem dritten Platz mit einer erstmals positiven Punktebilanz. Damit hatte der SV den Klassenerhalt für die ab 1940 wieder eingleisige württembergische Gauliga geschafft. Unter den erneut zwölf Teams spielten die Feuerbacher erneut gut mit und landeten mit einer knapp positiven Bilanz auf dem sechsten Platz. Mit einem 5:0 über den VfR Aalen feierte die Mannschaft ihren bis dahin höchsten Sieg in der Gauliga.
Die Spielzeit 1940/41 blieb die positivste aus Feuerbacher Sicht. In der wieder auf zehn Mannschaften verkleinerten Gauliga schnitt das Team 1941/42 deutlich schlechter ab und landete mit 15-21 Punkten auf dem siebten Platz. 1942/43 und 1943/44 gab es dann jeweils eine Bilanz von 14-22 Punkten, die 1943 noch für den sechsten Platz, 1944 nur noch für den achten Platz reichte. In der Saison 1943/44 gab es mit einem 8:0 über Union Böckingen den höchsten Sieg überhaupt in der Gauliga. Für die Saison 1944/45 wurde die Gauliga kriegsbedingt erneut aufgeteilt. Dieses Mal gab es drei Staffeln, die SV 1898 trat in der Staffel 2 an. Am 18. März 1945 wurde dieses schließlich abgebrochen. Feuerbach lag nach vier von zwölf Spielen auf Platz eins, allerdings hatten drei der sieben Staffelteilnehmer zu diesem Zeitpunkt noch gar kein Spiel ausgetragen. Im Laufe des Jahres 1945 wurde die SV 1898 Feuerbach schließlich aufgelöst.

### Sportvg Feuerbach
Am 30. November 1946 gründete sich in Feuerbach die Sportvereinigung. Neben der SV 1898 gingen in der Sportvg auch die ehemaligen Vereine Turnerbund, RV Pfeil, ASV 1898, TV 1883, Radsportverein, Tennisverein 1921 und Skizunft 1923 Feuerbach auf. In der neu gegründeten erstklassigen Oberliga Süd war Feuerbach 1945 noch nicht dabei. Doch zwei Jahre später klopfte die Sportvg erneut an das Tor der Erstklassigkeit. Als souveräner Meister der Landesliga Württemberg, in der man sich gegen viele ehemalige Gauligarivalen wie den VfR Aalen, 1. SSV Ulm oder Union Böckingen durchsetzte, trat die Sportvg in der Aufstiegsrunde zur Oberliga Süd an. Als Dritter der Runde landete Feuerbach hinter den Aufsteigern BC Augsburg und 1. Rödelheimer FC. In der folgenden Saison verpasste die Sportvg dann nur knapp die erneute württembergische Meisterschaft, je zwei Punkte hinter der SG Untertürkheim und Neuling FV Zuffenhausen. Als es ein Jahr später um die Qualifikation zum eingleisigen Unterbau der Oberliga Süd ging, verpasste die Sportvg diese jedoch deutlich und landete am Ende auf dem neunten Platz.
In der nun mehr drittklassigen Amateurliga Württemberg hielt sich die Sportvg noch bis 1955, landete jedoch nur noch 1952 als Neunter auf einem einstelligen Tabellenplatz. Doch 1960 gelang ihnen die Rückkehr in die Amateurliga, die ab dieser Saison jedoch nur noch Nordwürttemberg umfasste. 1962 gab es dabei einen dritten Tabellenplatz. Im Jahr nach der Einführung der Bundesliga stieg die Sportvg 1964 prompt in die Viertklassigkeit ab. 1967/68 gelang nur noch einmal die kurzzeitige Rückkehr in die noch drittklassige Amateurliga Nordwürttemberg.
Seit der Saison 2008/09 spielt die Sportvereinigung Feuerbach nur noch auf Bezirksebene.

## Abteilungen
- Badminton[23]
- Beachvolleyball
- Basketball
- Fechten
- Floorball
- Fußball
- Handball
- Judo
- Kegeln
- Kendo
- Klettern
- Leichtathletik
- Rhönrad
- Ringen
- Schwimmen
- Squash
- Tae Bo
- Tischtennis
- Turnen
- Volleyball
- Yoga
- verschiedene weitere Sportgruppen wie die Kindersportschule (KiSS) oder die Herzsportgruppe
- Fitness- und Gesundheitszentrum „Vitadrom“

### Floorball
Die Floorball-Abteilung der Sportvg Feuerbach besteht aus der 1. Herrenmannschaft, einer Herren-Kleinfeldmannschaft und Jugendmannschaften der Altersklassen U11 bis U15, die am Spielbetrieb von Floorball BW teilnehmen.
In der Saison 2015/2016 wurde die 1. Herrenmannschaft südwestdeutscher Meister (Großfeld). 2019 stieg sie als zweitplatziertes Team der Regionalligameisterschaft Süd/Ost in die 2. Floorball-Bundesliga Süd/Ost auf. 2021 zog man sich mit einer Zweitligabilanz von 15 Niederlagen aus 15 Spielen und 42:212 Toren in die Regionalliga zurück.
Die Floorballjugend der Feuerbacher Sportvg genießt einen wachsenden Zuspruch in der Region und so konnten 2022 die Juniorinnen U15 zum ersten Mal bei den Deutschen Meisterschaften teilnehmen. Im Jahr 2023 gelang dann die bisherige beste Leistung einer Feuerbacher Jugendmannschaft im Floorball: die gemischt spielende U11-Jugendmannschaft gewann in der Saison 2022/2023 die Regionalliga Südwest U11 (KF) und wurden damit Meister.

### Handball
Die Hbi Weilimdorf/Feuerbach ist eine Spielgemeinschaft der Sportvg Feuerbach, der SG Weilimdorf und des TSV Weilimdorf.

### Volleyball
Die Bundesliga-Frauenmannschaft von CJD Feuerbach wechselte 1993 zur Sportvg Feuerbach und zog sich 1996 aus dem Leistungssport zurück.

## Bekannte ehemalige Spieler
- Frank Elser, Deutscher Amateurmeister und Bundesligaspieler für den VfB Stuttgart
- Jens Härter, Regionalligaspieler für die Stuttgarter Kickers und SSV Reutlingen 05
- Paul Mauch, ehemaliger Fußballnationaltorhüter
- Oliver Stierle, Drittligaspieler für die Stuttgarter Kickers
- Serge Gnabry, Spieler des FC Bayern Münchens und Spieler für die deutsche Nationalmannschaft
- Jens Grahl, Torhüter beim VfB Stuttgart